# Come stai
Come stai è il secondo brano estratto dall'album Buoni o cattivi di Vasco Rossi, scritto dallo stesso Rossi per il testo e da Tullio Ferro e Guido Elmi per la musica.

## Descrizione
Dal 2016 al 2021 il TG5 usò questa canzone come sigla della rubrica TG5 Salute.
Il brano, tormentone estivo nel 2004, è rimasto per 15 settimane il più trasmesso in radio.

## Il video
Il video, pubblicato il 10 giugno 2004 in contemporanea con i video musicali di Un senso e di E..., è  un montaggio di vari spezzoni di concerto che hanno visto come protagonista il rocker emiliano, tra i fan del concerto si nota Andrea Lehotská.

## Formazione
- Vasco Rossi - voce
- Lee Sklar - basso
- Vinnie Colaiuta - batteria
- Michael Thompson - chitarra elettrica
- Stef Burns - chitarra elettrica, chitarra solista
- Michael Landau - chitarra elettrica
- Tim Pierce - chitarra elettrica
- Dean Parks - chitarra acustica
- Frank Nemola - tastiere
- Celso Valli - organo Hammond
- Guido Elmi - cembalo
- Clara Moroni - cori
- Nando Bonini - cori
- Silvio Pozzoli - cori

## Classifiche
| Classifica (2004) | Posizione massima |
| ----------------- | ----------------- |
| Italia            | 15                |